# Hambourg Sea Devils
Cet article concerne l'ancienne équipe de football américain évoluant en NFL Europe. Pour la nouvelle équipe de la ELF, voir Hambourg Sea Devils (ELF).
Stade
Maillots
Champion XV (2007)
Les Hambourg Sea Devils sont une franchise allemande de football américain basée à Hambourg. Ce club qui évolue au Volksparkstadion (55 000 places) fut fondé en 2005 comme franchise d'expansion de la NFL Europe. Les Sea Devils font leurs débuts en compétition en 2005.

## Saison par saison
| saison     | victoires | défaites | nuls | classement | play-offs |
| ---------- | --------- | -------- | ---- | ---------- | --------- |
| NFL Europe |           |          |      |            |           |
| 2005       | 5         | 5        | 0    | 4e         | --        |
| 2006       | 3         | 6        | 1    | 5e         | --        |